# Страхиња Манојловић
Страхиња Манојловић (Зворник, 11. август 2002) фудбалски је голман који тренутно наступа за Раднички из Ниша.

## Каријера
Манојловић је наступао за омладинску екипу Звијезде 09, где је такође дебитовао и у сениорској конкуренцији. Лета 2021. године прешао је у шабачку Мачву с којом је потписао уговор у трајању од три године. Почетком следеће године постао је фудбалер београдског Графичара. Дебитовао је на првој такмичарској утакмици у 2022, када је утакмица против Јавора у Ивањици завршена без погодака. Био је позван на летње припреме с екипом Црвене звезде после чега је до краја исте календарске године наставио да брани за Графичар. Почетком 2023. потписао је четворогодишњи уговор с Јавором. Дебитовао је против Младости у Новом Саду на сусрету завршеном резултатом 2 : 3. Манојловић је након тога изабран за играча 20. кола Суперлиге Србије за такмичарску 2022/23. Јавор је недељу дана касније победио суботички Спартак минималним резултатом. Манојловић је мрежу сачувао и против Радничког 1923 у Крагујевцу те је по други пут уврштен у тим кола. По завршетку фебруара добио је признање за играча месеца у Суперлиги. Из Јавора је 7. августа 2024. године прешао у Раднички из Ниша.

## Репрезентација
Манојловић је позиван у млађе репрезентативне узрасте Републике Српске и Босне и Херцеговине. У октобру 2023. позван је у младу репрезентацију Србије.

## Статистика

### Клупска
Ажурирано 9. марта 2023.
|               |          |                                   |    |   |   |   |   |   |   |   |    |   |  |  |
| Звијезда 09   | 2019/20. | Премијер лига Босне и Херцеговине | 14 | 0 | 0 | 0 | — | — | — | — | 15 | 0 |  |  |
| Звијезда 09   | 2020/21. | Прва лига Републике Српске        | 1  | 0 | 0 | 0 | — | — | — | — | 1  | 0 |  |  |
| Звијезда 09   | Укупно   | Укупно                            | 15 | 0 | 0 | 0 | — | — | — | — | 15 | 0 |  |  |
|               |          |                                   |    |   |   |   |   |   |   |   |    |   |  |  |
| Мачва Шабац   | 2021/22. | Прва лига Србије                  | 6  | 0 | 0 | 0 | — | — | — | — | 6  | 0 |  |  |
|               |          |                                   |    |   |   |   |   |   |   |   |    |   |  |  |
| Графичар      | 2021/22. | Прва лига Србије                  | 14 | 0 | — | — | — | — | — | — | 14 | 0 |  |  |
| Графичар      | 2022/23. | Прва лига Србије                  | 14 | 0 | 1 | 0 | — | — | — | — | 15 | 0 |  |  |
| Графичар      | Укупно   | Укупно                            | 28 | 0 | 1 | 0 | — | — | — | — | 29 | 0 |  |  |
|               |          |                                   |    |   |   |   |   |   |   |   |    |   |  |  |
| Јавор Ивањица | 2022/23. | Суперлига Србије                  | 18 | 0 | — | — | — | — | — | — | 18 | 0 |  |  |
| Јавор Ивањица | 2023/24. | Суперлига Србије                  | 19 | 0 | 0 | 0 | — | — | — | — | 19 | 0 |  |  |
| Јавор Ивањица | Укупно   | Укупно                            | 37 | 0 | 0 | 0 | — | — | — | — | 37 | 0 |  |  |
|               |          |                                   |    |   |   |   |   |   |   |   |    |   |  |  |
| Каријера      | Каријера | Каријера                          | 86 | 0 | 1 | 0 | — | — | — | — | 87 | 0 |  |  |
|               |          |                                   |    |   |   |   |   |   |   |   |    |   |  |  |

## Трофеји, награде и признања

### Појединачно
- Играч кола у Суперлиги Србије

1. Суперлига Србије за сезону 2022/23, 20. коло[9]

- Најбољи спортиста Општине Ивањица за 2023. годину[27]